# Goodnight-Loving Trail
Der Goodnight-Loving-Trail war ein Herdenweg in den Vereinigten Staaten für den Viehtrieb aus Texas und New Mexico zu den Verladebahnhöfen im Norden.
Der Trail wurde besonders in den späten 1860er Jahren genutzt, um große Herden texanischer Longhorn-Rinder aus den Weideflächen im Süden von Texas nach Colorado zu führen. Er wurde nach den Rinderzüchtern Charles Goodnight und Oliver Loving benannt, die ihre erste gemeinsame Herde im Jahre 1866 entlang dieser Route getrieben haben.

## Verlauf
Der Trail verlief von den südlichen Weideflächen am Colorado River (Texas) von Texas zuerst in Richtung Westen nach Pecos am gleichnamigen Fluss, um die trockenen Flächen der Staked Plains zu umgehen. Daraufhin folgte der Trail dem Pecos hauptsächlich am rechten (westlichen) Flussufer vorbei am damaligen Lincoln County nach Fort Sumner. Dort verließ der Trail den Pecos und führt gerade nach Norden zu den Verladebahnhöfen.
Als erstes wurde Pueblo erreicht, wo die Tiere mit der Atchison Topeka & Santa Fe Railroad nach Osten gebracht wurden. Die darauffolgende Stadt war Denver, die durch die Kansas Pacific Railroad mit dem Osten der Vereinigten Staaten verbunden war.
Schließlich endete der Trail in Cheyenne, welches an der Union Pacific Railroad lag.